# Mercedes-Benz Classe A (Type 176)
 (mai 2016).
Si vous disposez d'ouvrages ou d'articles de référence ou si vous connaissez des sites web de qualité traitant du thème abordé ici, merci de compléter l'article en donnant les références utiles à sa vérifiabilité et en les liant à la section « Notes et références ».
La Mercedes-Benz Classe A Type 176 est une voiture compacte fabriqué par Mercedes-Benz de 2012 à 2018. Elle fut restylée en 2015. La 176 est la troisième génération de la Classe A et remplace la Type 169.
Elle abandonne la formule du mini-monospace de ses prédécesseurs (les types 168 et 169) pour devenir une compacte 5 portes classique, concurrente de l'Audi A3 et de la BMW Série 1. Elle est remplacée par la Type 177 en mai 2018.
La 176 est la première Classe A à disposer d'une version sportive AMG commercialisée (voir Mercedes-AMG Type 176), contrairement à la 168 AMG qui était utilisée pour du circuit uniquement.
Elle présente la particularité de ne pas être commercialisée en Amérique du Nord (Canada et États-Unis).

## Historique
Lancement
La troisième génération de Classe A est officiellement dévoilée le 5 mars 2012 dans le cadre du Salon de Genève. Elle avait été précédée par le Concept Car A-Class en 2011.
Le 29 janvier 2013, cette nouvelle version de la Classe A est élue Plus belle voiture de l'année à l'occasion de l'inauguration du Festival automobile international, à Paris, aux Invalides. Elle devance la Mazda 6, Renault Clio 4 et BMW Série 3 Touring.
La Classe A Type 176 est restylée en septembre 2015 et certaines motorisations sont revues,.

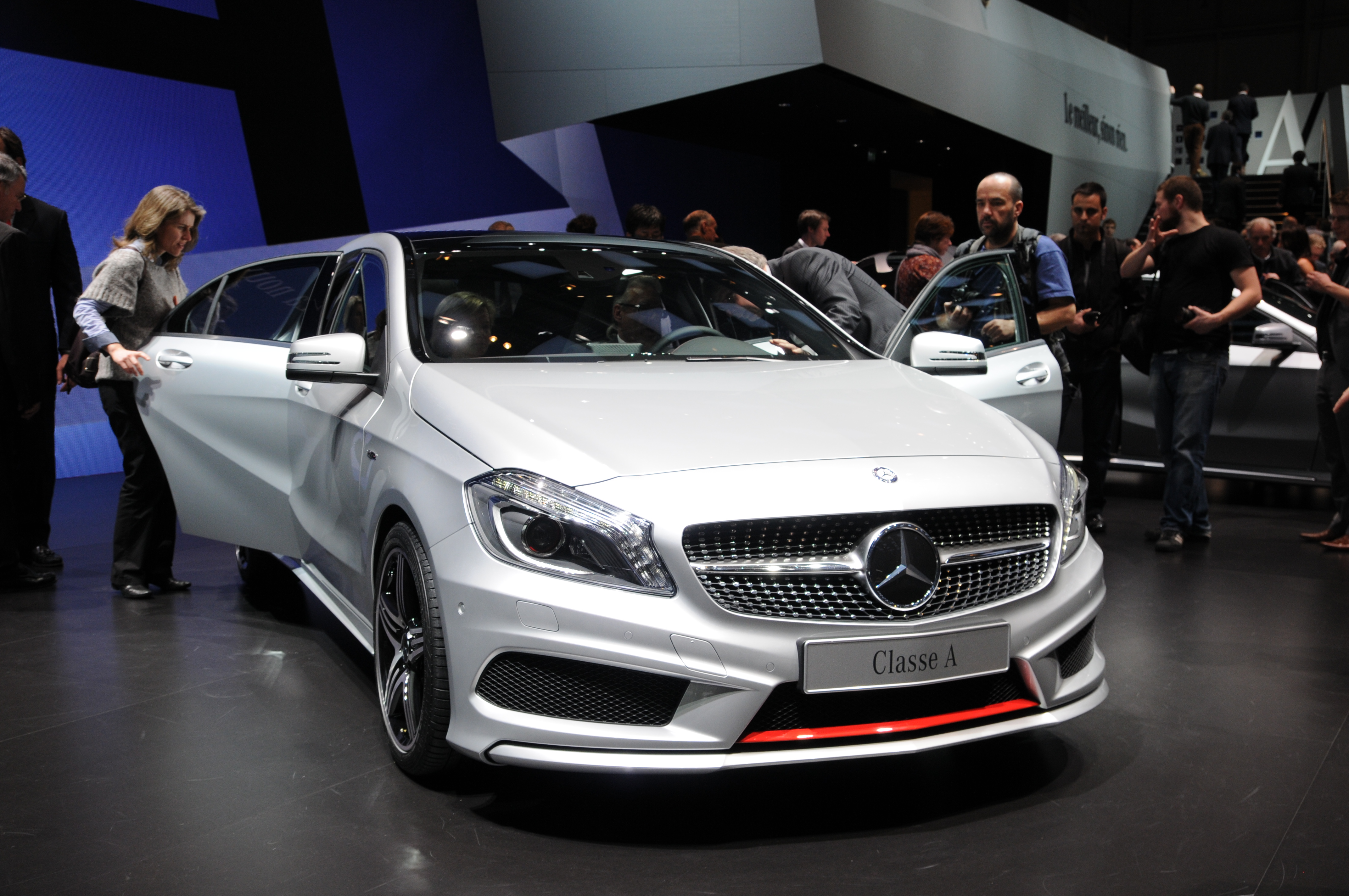
Version A 250 Sport - Face avant.
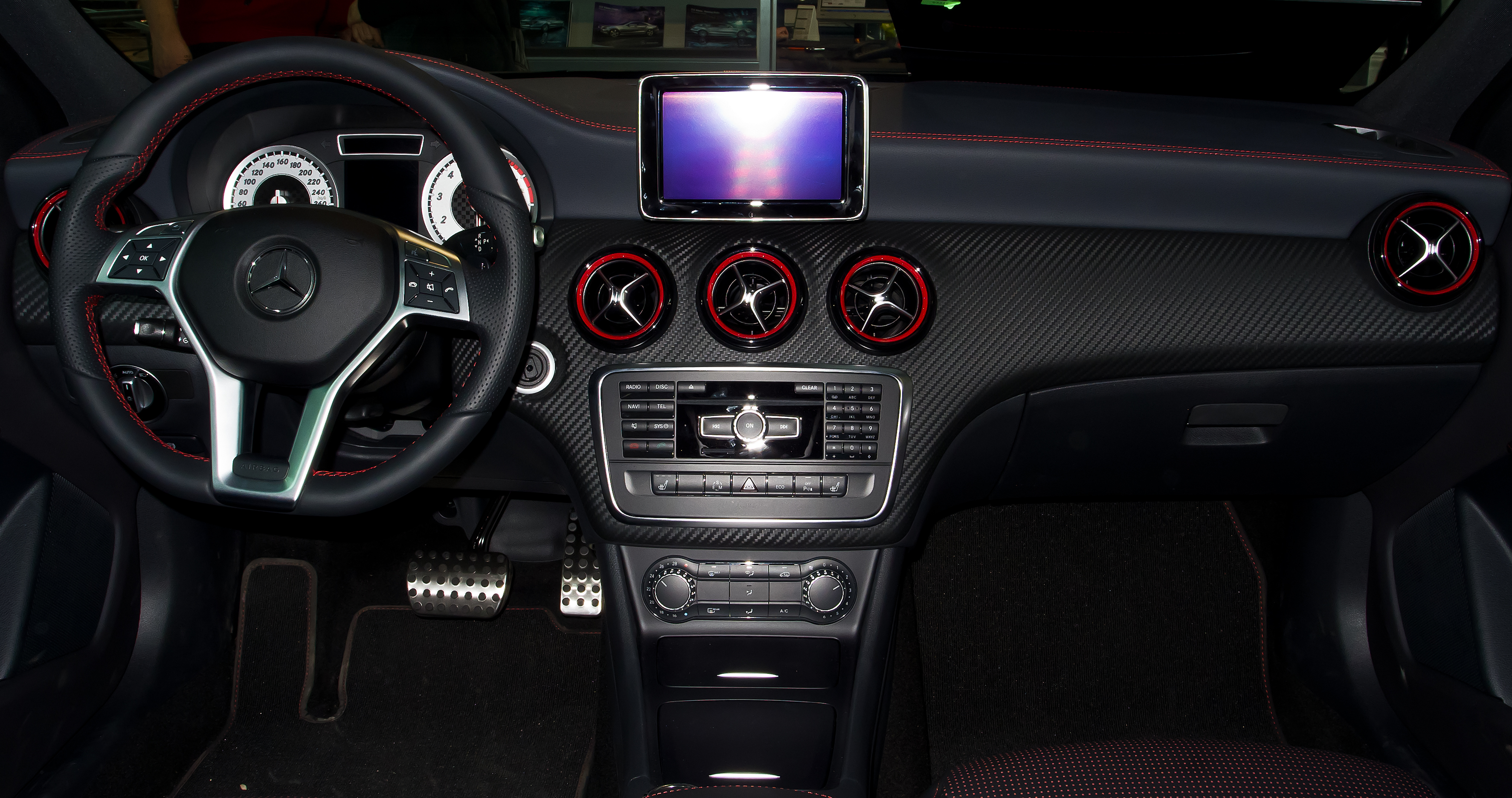
Version A 250 Sport - Intérieur.

### Phase 1
Elle a été produite entre 2012 et 2015.

### Phase 2
Elle a été lancée en 2015 et a été arrêté en mai 2018.

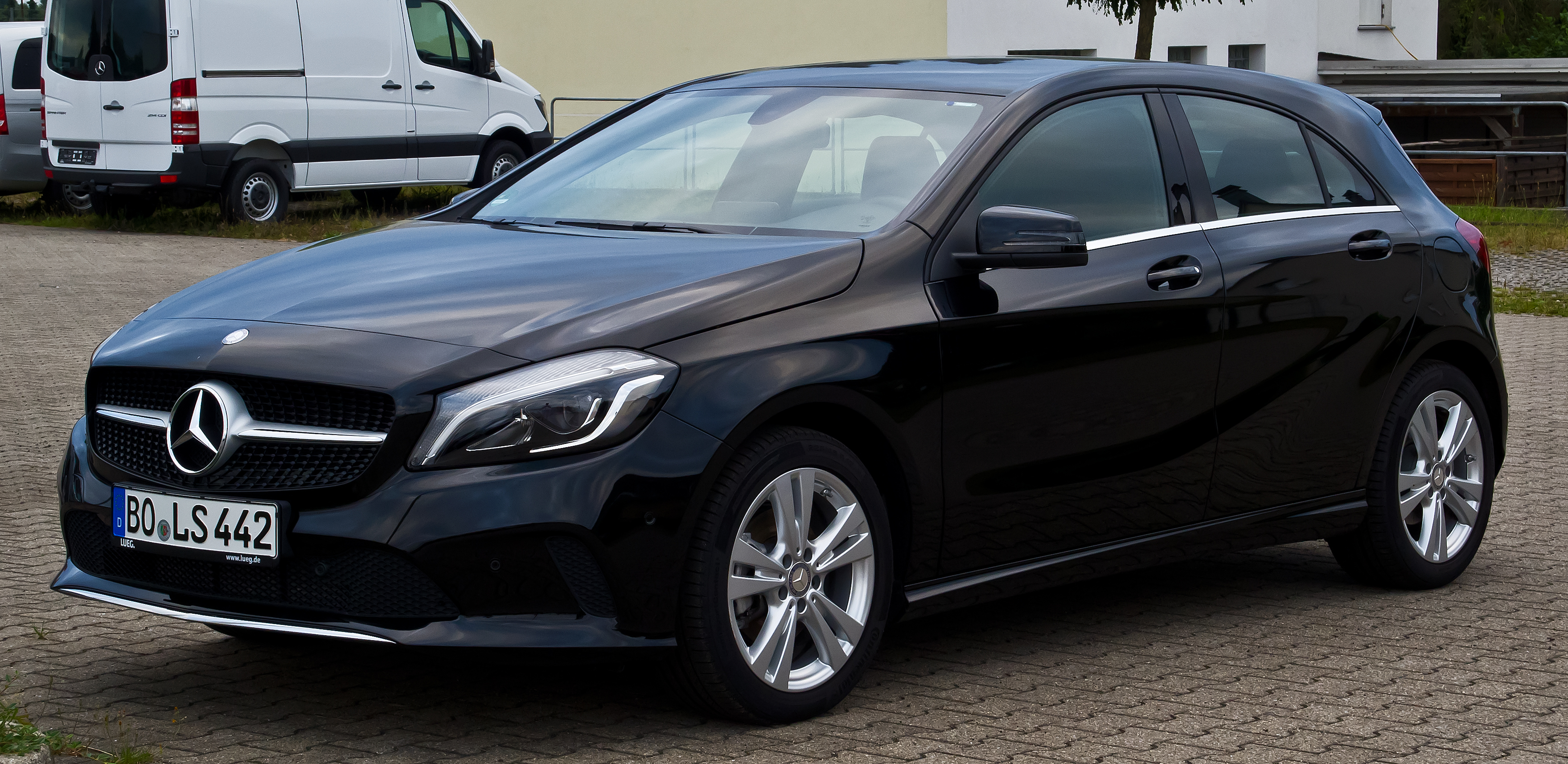
Type 176 Phase 2.

## Les différentes versions
|                           | 2012                   | 2013            | 2014             | 2015             | 2016            | 2017            | 2018            |
| Phase I                   | Phase I                | Phase I         | Phase I          | Phase II         | Phase II        | Phase II        |                 |
| Classe A (Type 176)       |                        |                 |                  | A 160            | A 160           | A 160           | A 160           |
| Classe A (Type 176)       |                        | A 160 CDI       | A 160 CDI        | A 160 CDI        | A 160 d         | A 160 d         | A 160 d         |
| Classe A (Type 176)       | A 180                  |                 |                  |                  |                 |                 |                 |
| Classe A (Type 176)       | A 180 BlueEFFICIENCY   |                 |                  |                  |                 |                 |                 |
| Classe A (Type 176)       | A 180 CDI              |                 |                  |                  |                 |                 |                 |
| Classe A (Type 176)       | A 180 d                |                 |                  |                  |                 |                 |                 |
| Classe A (Type 176)       | A 180 d BlueEFFICIENCY |                 |                  |                  |                 |                 |                 |
| Classe A (Type 176)       | A 200                  |                 |                  |                  |                 |                 |                 |
| Classe A (Type 176)       | A 200 CDI              | A 200 CDI       | A 200 d          | A 200 d          | A 200 d         | A 200 d         | A 200 d         |
| Classe A (Type 176)       |                        | A 200 d 4MATIC  |                  |                  |                 |                 |                 |
| Classe A (Type 176)       |                        |                 | A 220 4MATIC     |                  |                 |                 |                 |
| Classe A (Type 176)       | A 220 CDI              | A 220 CDI       | A 220 CDI        | A 220 CDI        | A 220 d         | A 220 d         | A 220 d         |
| Classe A (Type 176)       |                        |                 | A 220 CDI 4MATIC | A 220 CDI 4MATIC | A 220 d 4MATIC  | A 220 d 4MATIC  | A 220 d 4MATIC  |
| Classe A (Type 176)       | A 250                  |                 |                  |                  |                 |                 |                 |
| Classe A (Type 176)       | A 250 4MATIC           |                 |                  |                  |                 |                 |                 |
| Classe A Sport (Type 176) | A 250 Sport            | A 250 Sport     | A 250 Sport      | A 250 Sport      | A 250 Sport     | A 250 Sport     | A 250 Sport     |
| Classe A Sport (Type 176) | A 250 4MATIC Sport     |                 |                  |                  |                 |                 |                 |
| Classe A AMG (Type 176)   |                        | A 45 AMG 4MATIC | A 45 AMG 4MATIC  | A 45 AMG 4MATIC  | A 45 AMG 4MATIC | A 45 AMG 4MATIC | A 45 AMG 4MATIC |

Légende couleur : Essence ; Diesel

,,,,

### Version spécifiques
A 250 Sport & A 250 4MATIC Sport

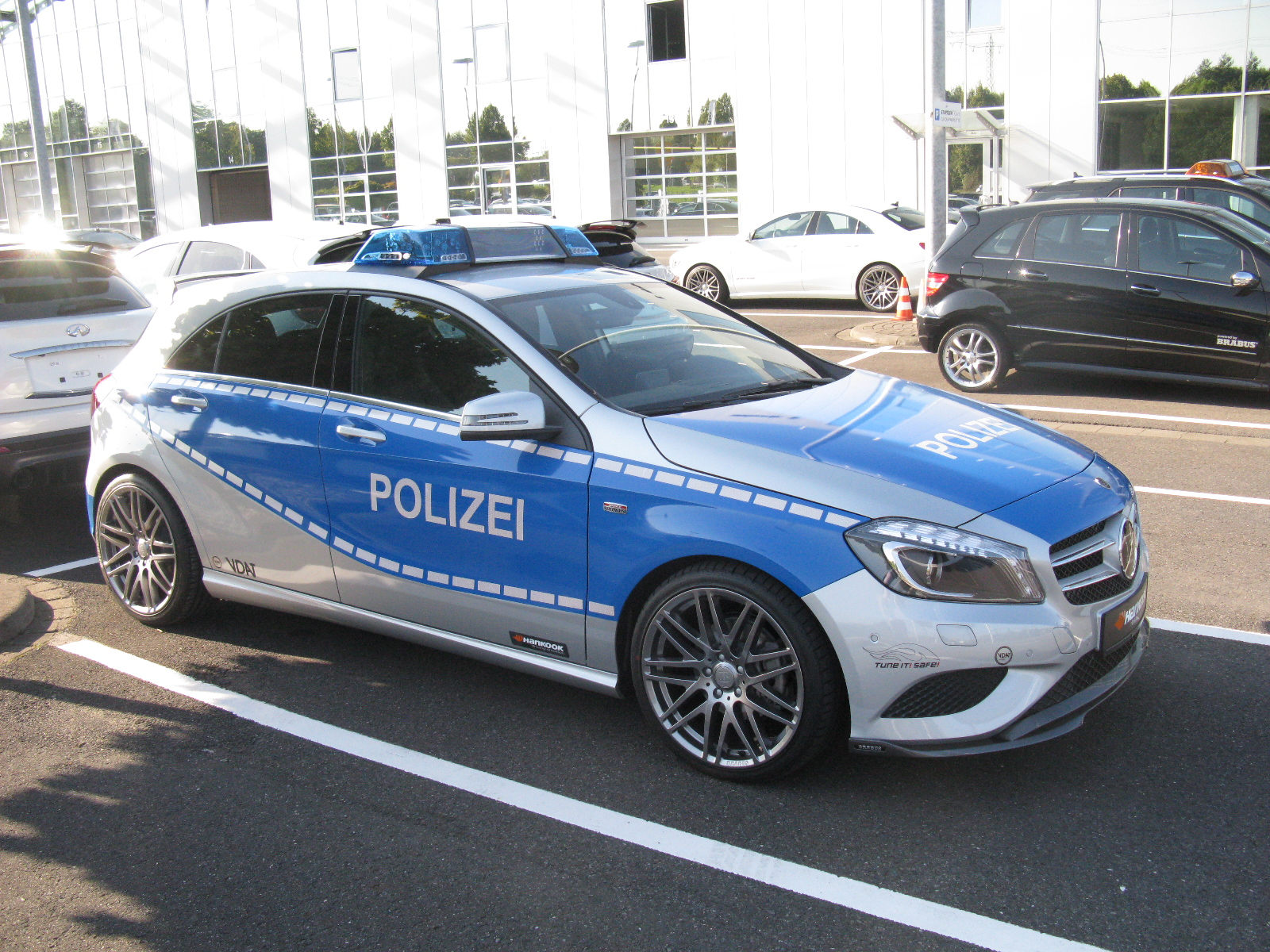

Versions à caractère sportif. Disposent d'une transmission intégrale.
AMG
Voir : Mercedes-AMG Type 176.
Secours et services publics
La Type 176 peut être utilisée en tant que véhicule de secours tel que les pompiers ou la police allemande.

### Les séries spéciales
Motorsport Edition
Cette série spéciale est un hommage au sport automobile de la marque. Elle possède des éléments stylistiques expressifs dans le coloris de l'écurie de Formule 1 Mercedes-AMG : le vert pétrole. Elle est disponible sur la version A 250 Sport.
- Équipements extérieurs supplémentaires :
  - Kit carrosserie AMG complet + Inserts décoratifs de couleur vert pétrole sur les jupes avant et arrière, les rétroviseurs ainsi que les rebord de jante + Projecteurs LED hautes performances + Jantes en alliage AMG spécifique + Becquet + Sortie d'échappement chromée.
  - Pack disponible : « Pack Nuit AMG ».
- Équipements intérieurs supplémentaires :
  - Planche de bord en cuir + Inserts décoratifs de couleur vert pétrole sur de nombreux éléments + Éclairage dʼambiance.
  - Pack disponible : « AMG Line ».

Business et Business Executive
A 45 AMG « Edition 1 »
- Voir : Mercedes-AMG Type 176.

## Caractéristiques

### Motorisations
La Type 176 a eu huit motorisations différentes de quatre cylindres lors de son lancement (quatre essence et quatre diesel). Elle en a eu en tout seize de disponible dont neuf en essence et sept en diesel.
- Du côté des moteurs essence :

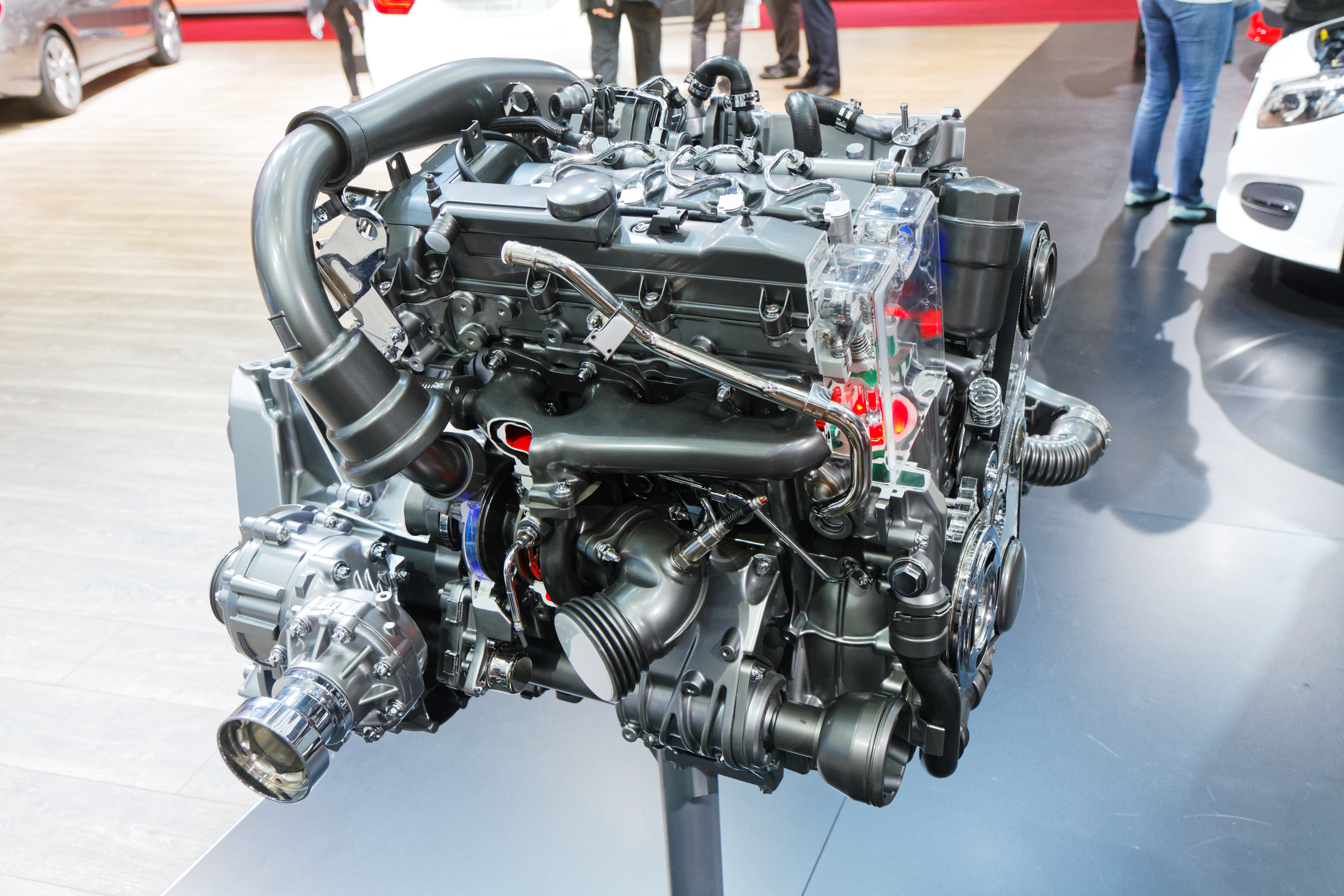
Moteur OM 651.

  - le M 270 quatre cylindres en ligne à injection directe de 1,6 litre avec turbocompresseur faisant 102 ch. Disponible sur la A 160.
  - le M 270 quatre cylindres en ligne à injection directe de 1,6 litre avec turbocompresseur faisant 122 ch. Disponible sur les A 180.
  - le M 270 quatre cylindres en ligne à injection directe de 1,6 litre avec turbocompresseur faisant 156 ch. Disponible sur la A 200.
  - le M 270 quatre cylindres en ligne à injection directe de 2,0 litres avec turbocompresseur faisant 184 ch. Disponible sur la A 220.
  - le M 270 quatre cylindres en ligne à injection directe de 2,0 litres avec turbocompresseur faisant 211 ch. Disponible sur les A 250.
  - le M 270 quatre cylindres en ligne à injection directe de 2,0 litres avec turbocompresseur faisant 218 ch. Disponible sur les A 250 Sport.

- Du côté des moteurs diesel :
  - le OM 607 quatre cylindres en ligne à injection directe Common Rail de 1,5 litre avec turbocompresseur faisant 90 ch. Disponible sur les A 160 CDI et A 160 d.
  - le OM 607 quatre cylindres en ligne à injection directe Common Rail de 1,5 litre avec turbocompresseur faisant 106 ch. Disponible sur les A 180 d.
  - le OM651 quatre cylindres en ligne à injection directe Common Rail de 1,8 litre avec turbocompresseur faisant 136 ch. Disponible sur les A 180 CDI, A 200 CDI et A 200 d.
  - le OM 651 quatre cylindres en ligne à injection directe Common Rail de 2,1 litres avec turbocompresseur faisant 170 ch. Disponible sur les A 200 CDI et A 220 CDI.
  - le OM 651 quatre cylindres en ligne à injection directe Common Rail de 2,1 litres avec turbocompresseur faisant 177 ch. Disponible sur les A 220 d.

Tous les moteurs sont conformes à la norme anti-pollution Euro 6 hormis les moteurs diesel OM 607 et OM 651 d'avant mars 2014 qui sont à la norme anti-pollution Euro 5.
| Modèle                                   | Construction      | Moteur + Nom                             | Cylindrée         | Performance                    | Couple                         | 0 à 100 km/h | Vitesse maxi | Consommation + CO2          |
| A 160 (boite manu. 6 ou auto. 7)         | 09/2015 - 05/2018 | 4 cylindres en ligne M 270 DE 16 AL red. | 1 595 cm3 (1,6 L) | 75 kW (102 ch) à 4 500 tr/min  | 180 N m à 1 250 - 3 500 tr/min | 10,6 s       | 190 km/h     | 5,4 l/100 km 124 - 128 g/km |
| A 180 (boite manu. 6 ou auto. 7)         | 07/2012 - 05/2018 | 4 cylindres en ligne M 270 DE 16 AL red. | 1 595 cm3 (1,6 L) | 90 kW (122 ch) à 5 000 tr/min  | 200 N m à 1 250 - 4 000 tr/min | 9,2 s        | 202 km/h     | 5,5 l/100 km 128 - 135 g/km |
| A 180 BlueEFFICIENCY (boite manuelle 6)  | 03/2013 - 05/2018 | 4 cylindres en ligne M 270 DE 16 AL red. | 1 595 cm3 (1,6 L) | 90 kW (122 ch) à 5 000 tr/min  | 200 N m à 1 250 - 4 000 tr/min | 9,8 s        | 190 km/h     | 5,2 l/100 km 120 g/km       |
| A 200 (boite manu. 6 ou auto. 7)         | 07/2012 - 05/2018 | 4 cylindres en ligne M 270 DE 16 AL      | 1 595 cm3 (1,6 L) | 115 kW (156 ch) à 5 300 tr/min | 250 N m à 1 250 - 4 000 tr/min | 8,4 s        | 224 km/h     | 5,5 l/100 km 128 - 135 g/km |
| A 220 4MATIC (boite automatique 7)       | 09/2014 - 05/2018 | 4 cylindres en ligne M 270 DE 20 AL      | 1 991 cm3 (2,0 L) | 135 kW (184 ch) à 5 500 tr/min | 300 N m à 1 200 - 4 000 tr/min | 7,4 s        | 228 km/h     | 6,3 l/100 km 148 g/km       |
| A 250 (boite automatique 7)              | 07/2012 - 05/2018 | 4 cylindres en ligne M 270 DE 20 AL      | 1 991 cm3 (2,0 L) | 155 kW (211 ch) à 5 500 tr/min | 350 N m à 1 200 - 4 000 tr/min | 6,6 s        | 240 km/h     | 5,9 l/100 km 138 - 140 g/km |
| A 250 4MATIC (boite automatique 7)       | 06/2013 - 05/2018 | 4 cylindres en ligne M 270 DE 20 AL      | 1 991 cm3 (2,0 L) | 155 kW (211 ch) à 5 500 tr/min | 350 N m à 1 200 - 4 000 tr/min | 6,5 s        | 240 km/h     | 6,5 l/100 km 152 - 154 g/km |
| A 250 Sport (boite automatique 7)        | 12/2012 - 09/2015 | 4 cylindres en ligne M 270 DE 20 AL      | 1 991 cm3 (2,0 L) | 155 kW (211 ch) à 5 500 tr/min | 350 N m à 1 200 - 4 000 tr/min | 6,6 s        | 240 km/h     | 6,0 l/100 km 140 g/km       |
| A 250 4MATIC Sport (boite automatique 7) | 11/2013 - 09/2015 | 4 cylindres en ligne M 270 DE 20 AL      | 1 991 cm3 (2,0 L) | 155 kW (211 ch) à 5 500 tr/min | 350 N m à 1 200 - 4 000 tr/min | 6,5 s        | 240 km/h     | 6,6 l/100 km 154 g/km       |
| A 250 Sport (boite manu. 6 ou auto. 7)   | 09/2015 - 05/2018 | 4 cylindres en ligne M 270 DE 20 AL      | 1 991 cm3 (2,0 L) | 160 kW (218 ch) à 5 500 tr/min | 350 N m à 1 200 - 4 000 tr/min | 6,4 s        | 240 km/h     | 6,8 l/100 km 158 g/km       |
| A 250 4MATIC Sport (boite automatique 7) | 09/2015 - 05/2018 | 4 cylindres en ligne M 270 DE 20 AL      | 1 991 cm3 (2,0 L) | 160 kW (218 ch) à 5 500 tr/min | 350 N m à 1 200 - 4 000 tr/min | 6,3 s        | 240 km/h     | 6,6 l/100 km 154 g/km       |

| Modèle                                    | Construction      | Moteur + Nom                              | Cylindrée         | Performance                    | Couple                 | 0 à 100 km/h | Vitesse maxi | Consommation + CO2                |
| A 160 CDI (boite manu. 6 ou auto. 7)      | 09/2013 - 09/2015 | 4 cylindres en ligne OM 607 DE 15 LA      | 1 461 cm3 (1,5 L) | 66 kW (90 ch) à 4 000 tr/min   | 220 N m à 2 750 tr/min | 13,8 s       | 180 km/h     | 3,8 - 4,0 l/100 km 98 - 105 g/km  |
| A 160 d (boite man. 6 ou auto. 7)         | 09/2015 - 05/2018 | 4 cylindres en ligne OM 607 DE 15 LA      | 1 461 cm3 (1,5 L) | 66 kW (90 ch) à 4 000 tr/min   | 240 N m à 2 500 tr/min | 13,8 s       | 180 km/h     | 3,7 - 4,1 l/100 km 98 - 107 g/km  |
| A 180 CDI (boite automatique 7)           | 07/2012 - 10/2013 | 4 cylindres en ligne OM651 DE 18 LA red.  | 1 796 cm3 (1,8 L) | 80 kW (109 ch) à 4 600 tr/min  | 250 N m à 2 800 tr/min | 10,6 s       | 190 km/h     | 4,1 - 4,4 l/100 km 109 - 116 g/km |
| A 180 d (boite manu. 6 ou auto. 7)        | 07/2012 - 05/2018 | 4 cylindres en ligne OM 607 DE 15 LA      | 1 461 cm3 (1,5 L) | 80 kW (109 ch) à 4 000 tr/min  | 260 N m à 2 500 tr/min | 11,3 s       | 190 km/h     | 3,8 - 4,0 l/100 km 98 - 105 g/km  |
| A 180 d BlueEFFICIENCY (boite manuelle 6) | 03/2013 - 05/2018 | 4 cylindres en ligne OM 607 DE 15 LA      | 1 461 cm3 (1,5 L) | 80 kW (109 ch) à 4 000 tr/min  | 260 N m à 2 500 tr/min | 11,3 s       | 190 km/h     | 3,6 l/100 km 92 g/km              |
| A 200 CDI (boite manu. 6 ou auto. 7)      | 07/2012 - 02/2014 | 4 cylindres en ligne OM 651 DE 18 LA      | 1 796 cm3 (1,8 L) | 100 kW (136 ch) à 4 400 tr/min | 300 N m à 3 000 tr/min | 9,3 s        | 210 km/h     | 4,3 - 4,6 l/100 km 111 - 121 g/km |
| A 200 d (boite manu. 6 ou auto. 7)        | 03/2014 - 05/2018 | 4 cylindres en ligne OM 651 DE 22 LA red. | 2 143 cm3 (2,1 L) | 100 kW (136 ch) à 4 000 tr/min | 300 N m à 3 000 tr/min | 9,3 s        | 210 km/h     | 4,2 - 4,5 l/100 km 109 - 116 g/km |
| A 200 d 4MATIC (boite automatique 7)      | 03/2014 - 05/2018 | 4 cylindres en ligne OM 651 DE 22 LA red. | 2 143 cm3 (2,1 L) | 100 kW (136 ch) à 4 000 tr/min | 300 N m à 3 000 tr/min | 9,2 s        | 220 km/h     | 4,6 - 4,9 l/100 km 121 - 127 g/km |
| A 220 CDI (boite automatique 7)           | 11/2012 - 09/2015 | 4 cylindres en ligne OM 651 DE 22 LA      | 2 143 cm3 (2,1 L) | 100 kW (136 ch) à 4 000 tr/min | 350 N m à 3 000 tr/min | 8,2 s        | 217 km/h     | 4,0 - 4,2 l/100 km 104 - 109 g/km |
| A 220 d (boite automatique 7)             | 09/2015 - 05/2018 | 4 cylindres en ligne OM 651 DE 22 LA      | 2 143 cm3 (2,1 L) | 130 kW (177 ch) à 3 800 tr/min | 350 N m à 3 400 tr/min | 7,5 s        | 224 km/h     | 4,0 - 4,2 l/100 km 104 - 109 g/km |
| A 220 CDI 4MATIC (boite automatique 7)    | 03/2014 - 09/2015 | 4 cylindres en ligne OM 651 DE 22 LA      | 2 143 cm3 (2,1 L) | 125 kW (170 ch) à 4 200 tr/min | 350 N m à 3 000 tr/min | 8,2 s        | 217 km/h     | 4,6 - 4,9 l/100 km 125 - 127 g/km |
| A 220 d 4MATIC (boite automatique 7)      | 09/2015 - 05/2018 | 4 cylindres en ligne OM 651 DE 22 LA      | 2 143 cm3 (2,1 L) | 130 kW (177 ch) à 3 800 tr/min | 350 N m à 3 400 tr/min | 7,5 s        | 217 km/h     | 4,6 - 4,9 l/100 km 121 - 127 g/km |

### Mécanique
La 176 est principalement équipée d'une boîte de vitesses automatique à 7 rapports nommé 7G-DCT. Elle peut également être équipée d'une boîte manuelle à 6 rapports.

### Finitions

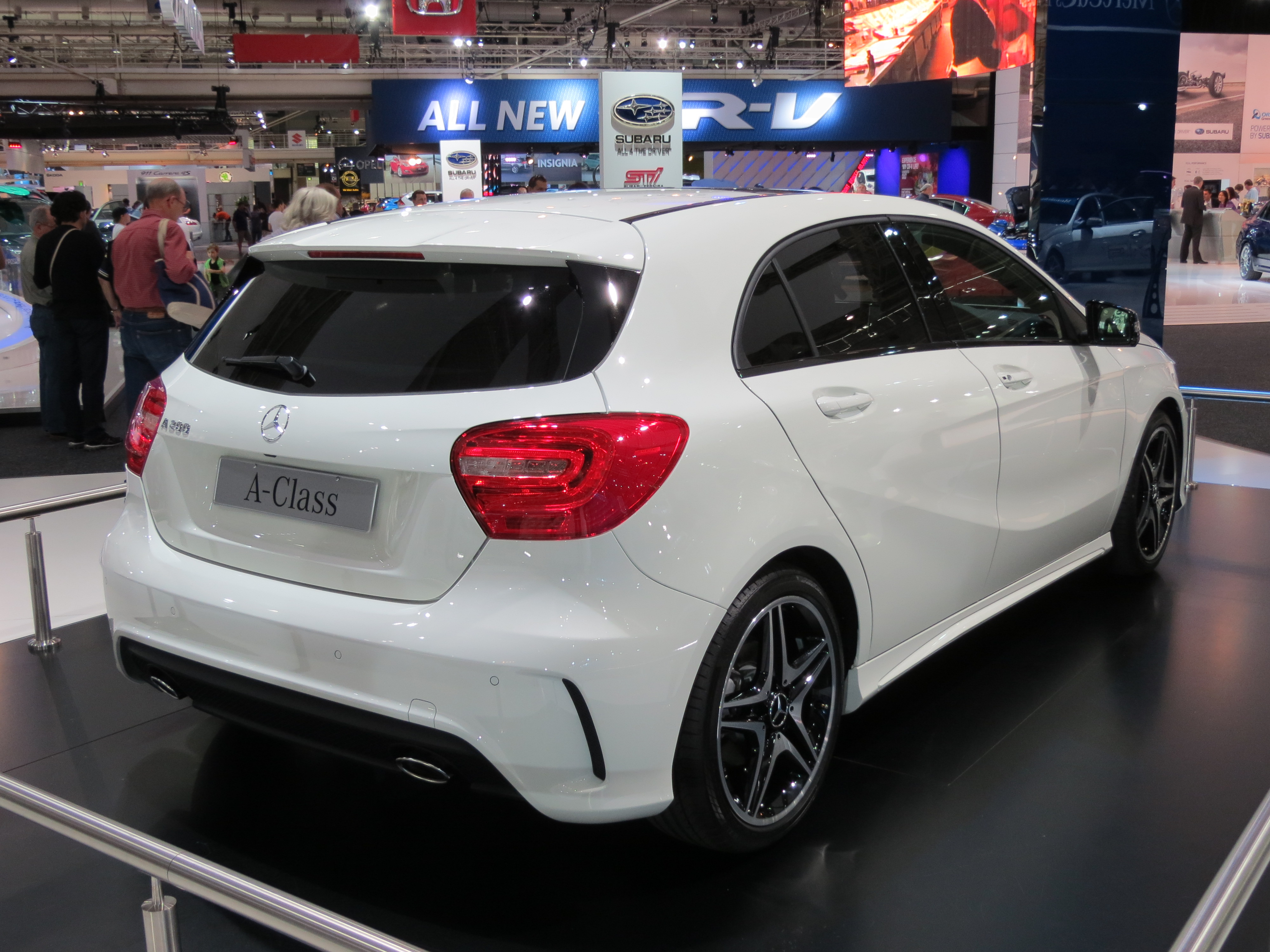

### Options et accessoires
Peintures
- Standard : Rouge Jupiter ; Blanc cirrus ; Noir ; Gris montagne magno disigno
- Métallisée : Bleu des mers du Sud ; Vert elbaïte ; Noir cosmos ; Bleu cavansite ; Argent polaire ; Gris montagne ; Marron orient

Autres
- Rangement ; Protection vol ; Visibilité ; Non fumeur ; Nuit ; Confort ; Miroir ; Assistance de conduite

## Mercedes-AMG Type 176
La Mercedes-AMG Classe A Type 176 est une compacte sportive dérivée de la Mercedes-Benz Type 176.

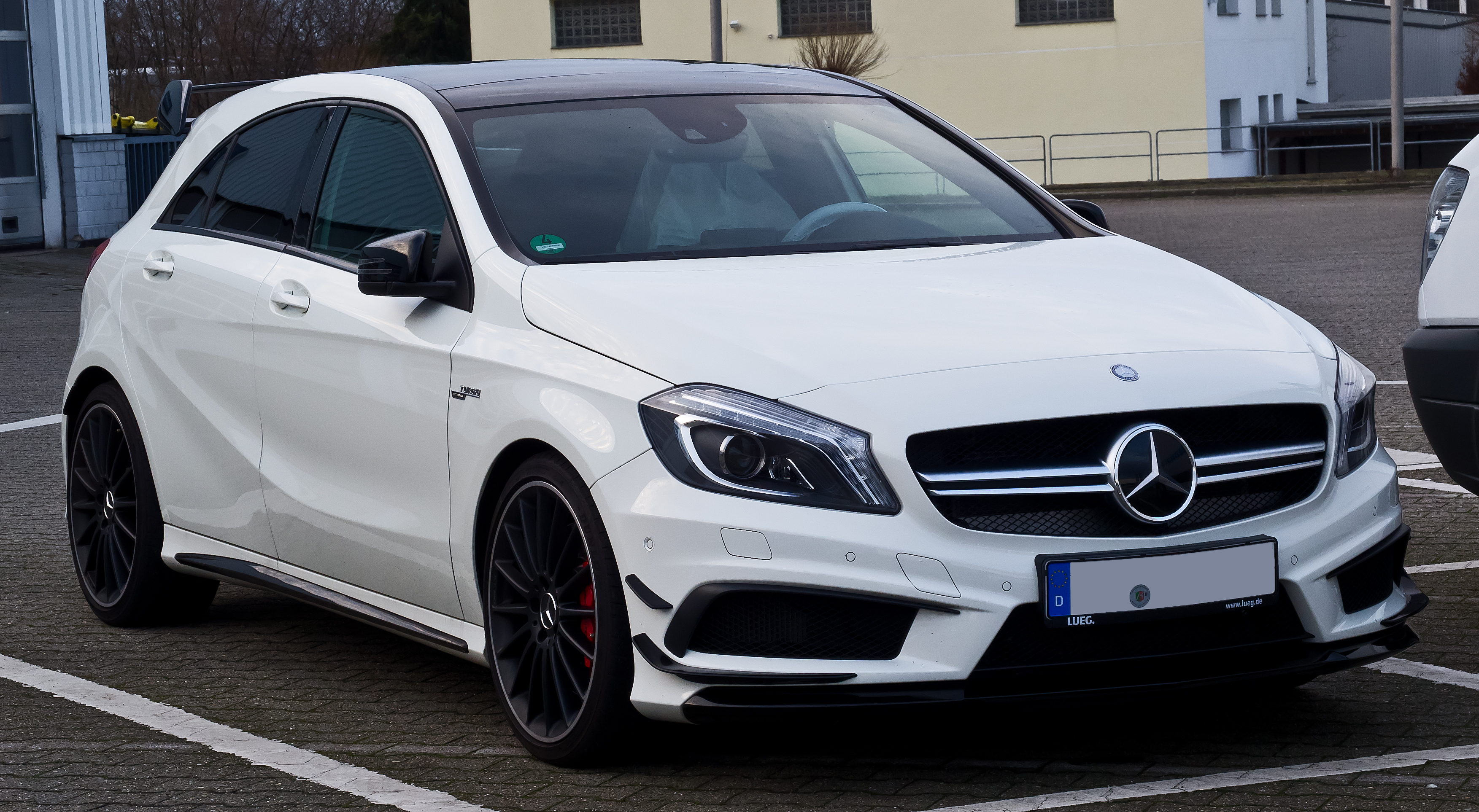
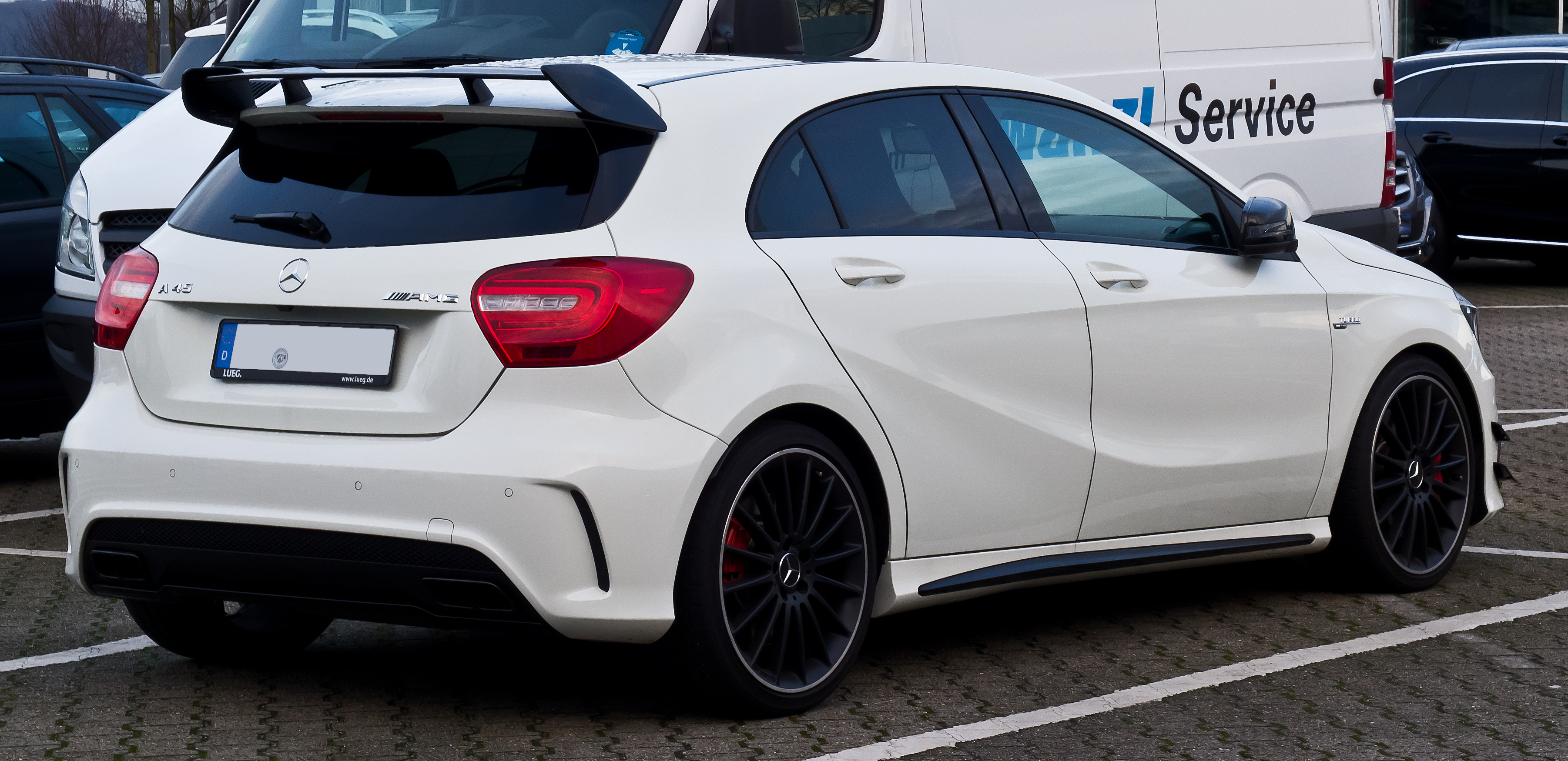

### Les différentes versions
- A 45 AMG : 2012 - 2015 (phase 1)
- A 45 AMG : 2015 - 2018 (phase 2)

#### Séries spéciales
A 45 AMG  « Edition 1 »,
Une série spéciale, appelée « Edition 1 », a été produite en juillet 2013 uniquement.
- Équipements extérieurs supplémentaires :
  - Peinture unique blanc Cirus non métallisée + échappement Performance AMG + étriers de frein rouges.
  - Pack disponible : « Edition 1 » ou « Sport Black AMG » ou « Aérodynamique AMG ».

- Équipements intérieurs supplémentaires :
  - Planche de bord en simili-cuir Artico avec surpiqûres rouges + plaquette « Edition 1 » sur la Drive Unit AMG + sièges avant chauffants + système audio Surround Harman Kardon Logic7 avec 12hp, ampli DSP, 500w + éclairage actif ILS + ceintures de sécurité Designo rouges.
  - Pack disponible : « Performance AMG » ou « Technologie ».

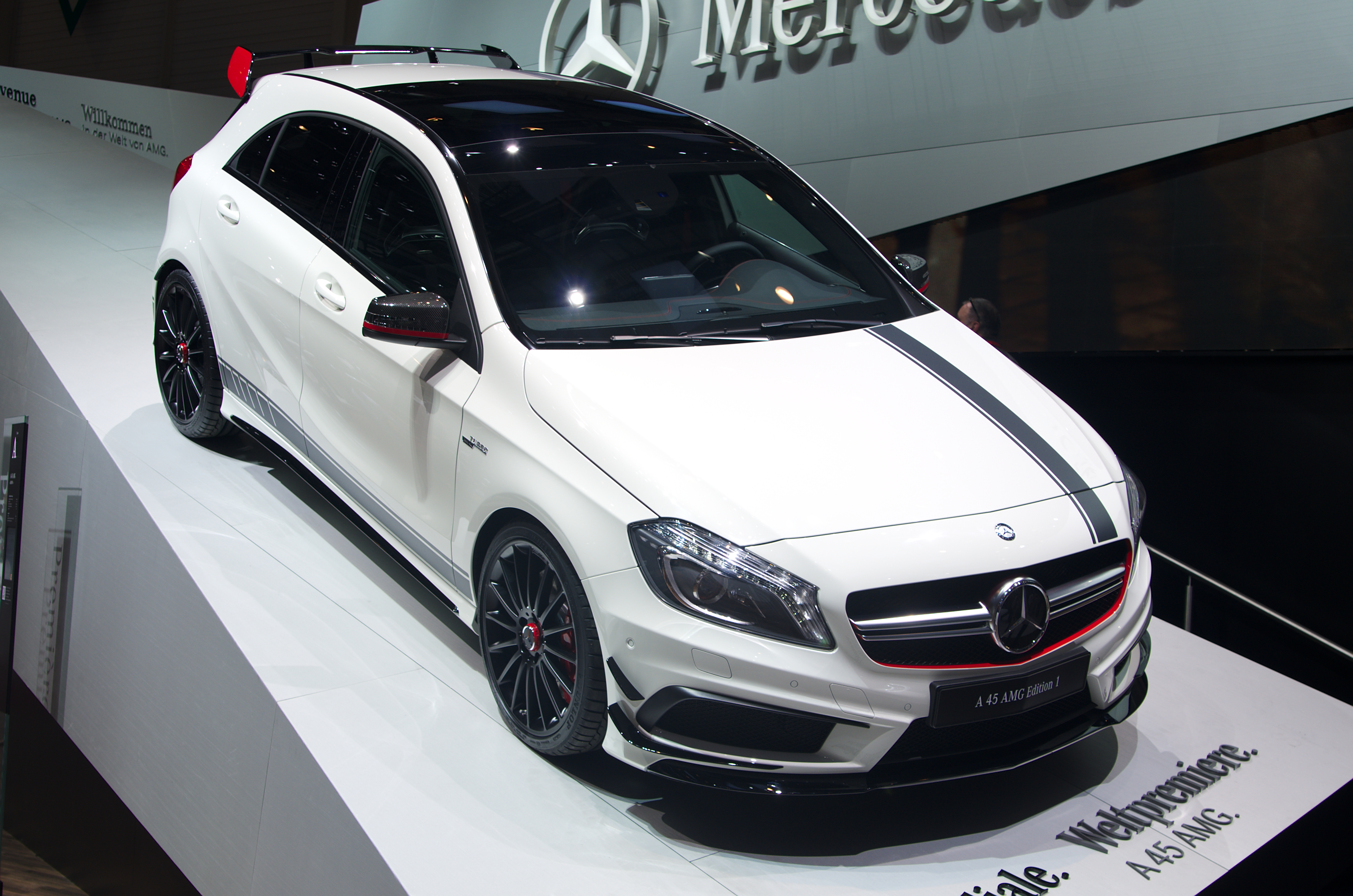
Mercedes A 45 AMG « Edition 1 ».

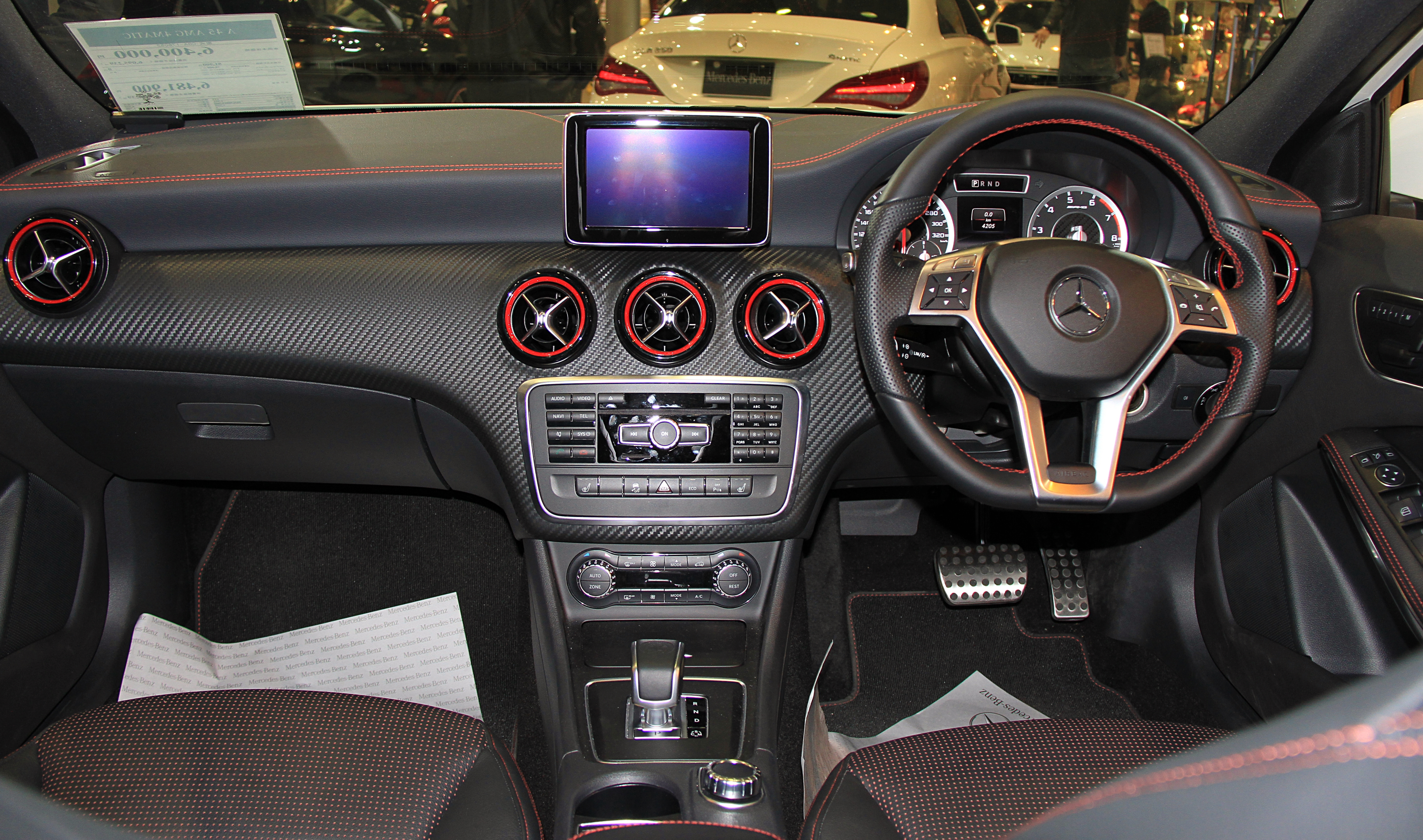
Vue intérieur avec conduite à droite.

### Caractéristiques
Le nom A 45 AMG fait reference au 45e anniversaire de la naissance du préparateur AMG.

#### Motorisations et boîte de vitesses

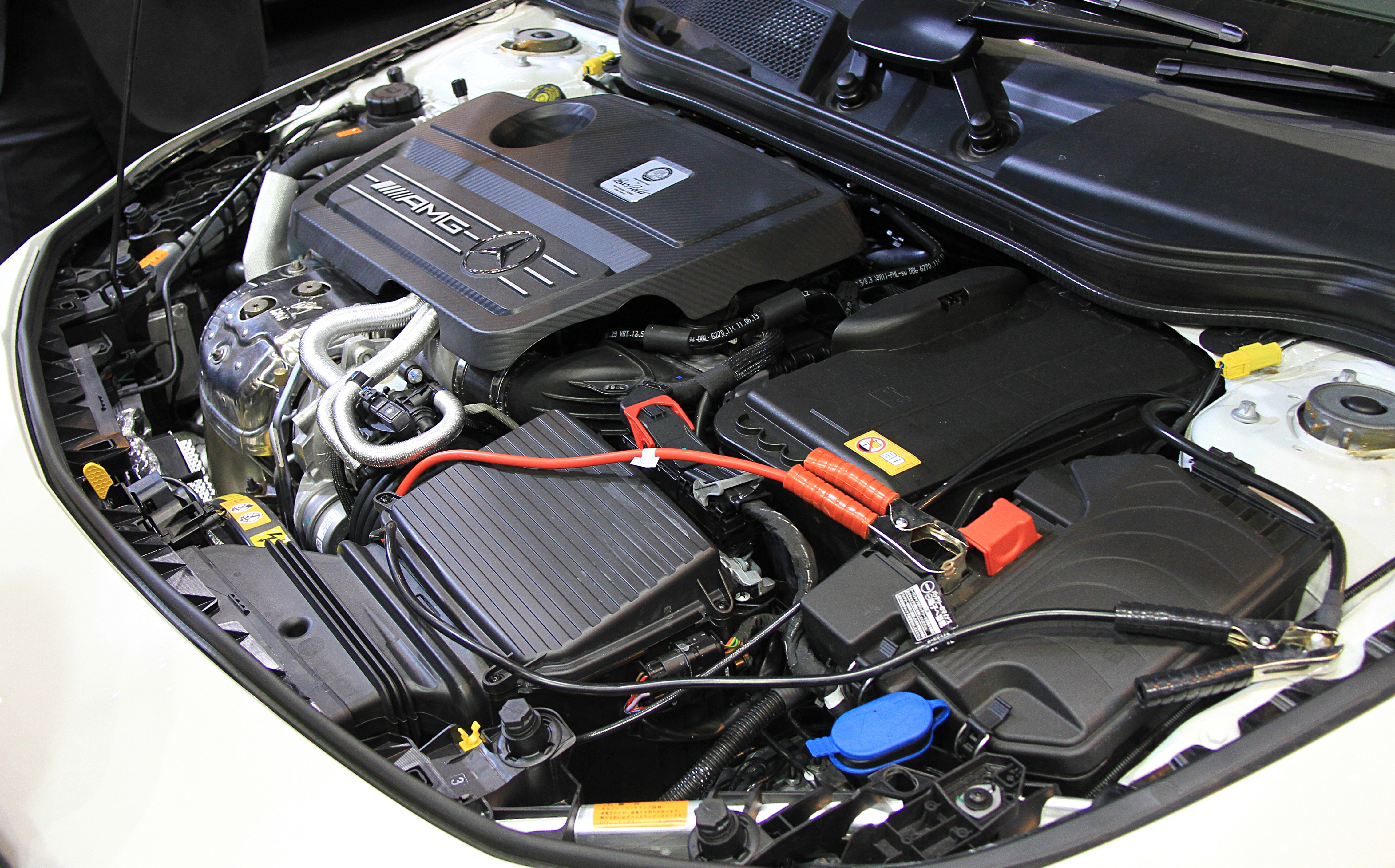
Moteur M 133.

La Type 176 AMG à possède deux motorisations différentes de quatre cylindres en essence uniquement.
- le M 133 quatre cylindres en ligne à injection directe de 2,0 litres avec bi-turbocompresseurs faisant 360 ch. Disponible sur la A 45 AMG 4MATIC.
- le M 133 quatre cylindres en ligne à injection directe de 2,0 litres avec bi-turbocompresseurs faisant 381 ch. Disponible sur la A 45 AMG-s 4MATIC.

| Modèles            | A 45 AMG 4MATIC                     | A 45 AMG 4MATIC                     |
| Construction       | 06/2013 - 09/2015                   | 09/2015 - 05/2018                   |
| Moteur + Nom       | 4 cylindres en ligne M 133 DE 20 AL | 4 cylindres en ligne M 133 DE 20 AL |
| Cylindrée          | 1 991 cm3 (2,0 L)                   | 1 991 cm3 (2,0 L)                   |
| Performance        | 265 kW (360 ch) à 6 000 tr/min      | 280 kW (381 ch) à 6 000 tr/min      |
| Couple             | 450 N m à 2 250–5 000 tr/min        | 475 N m à 2 250–5 000 tr/min        |
| 0 à 100 km/h       | 4,6 s                               | 4,2 s                               |
| Vitesse maxi       | 250 km/h* 270 km/h**                | 250 km/h* 270 km/h**                |
| Consommation + CO2 | 6,9 l/100 km 161 - 165 g/km         | 6,9 l/100 km 162 - 171 g/km         |

* = limitée électroniquement ; ** = avec le « AMG Performance Package » (limitée électroniquement).
La 176 AMG est équipé d'une boîte de vitesses automatique à 7 rapports nommé 7G-DCT.

## Mercedes-Benz Concept A-Class
Le Concept A-Class est un concept-car 3 portes que Mercedes-Benz a créé pour la prévisualisation de la troisième génération de la Classe A. Il a été dévoilé en 2011 au salon de l'automobile de New York ainsi qu'à Shanghai.
Il est équipé d'un moteur essence à quatre cylindres M 270 évolué faisant 211 ch.

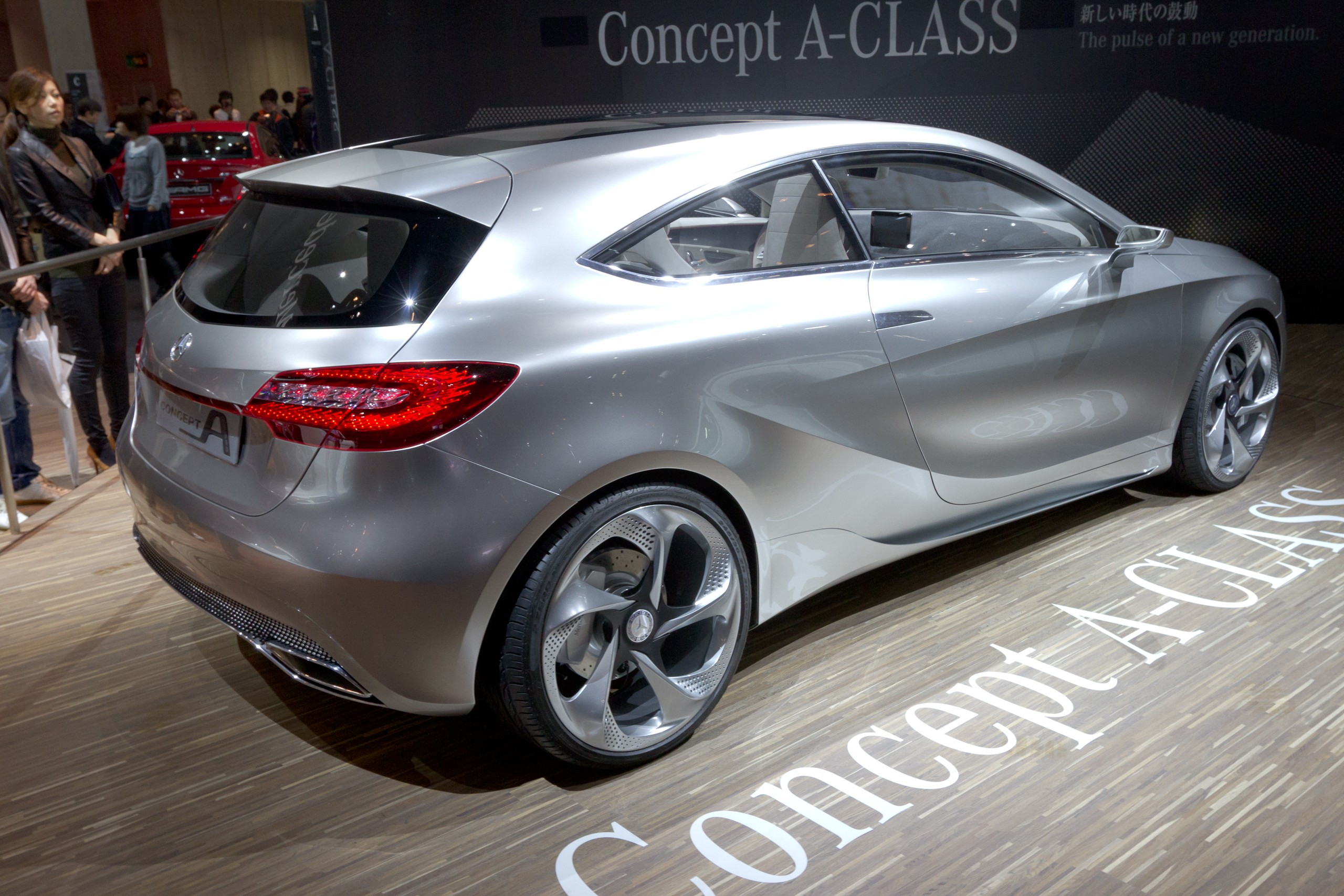

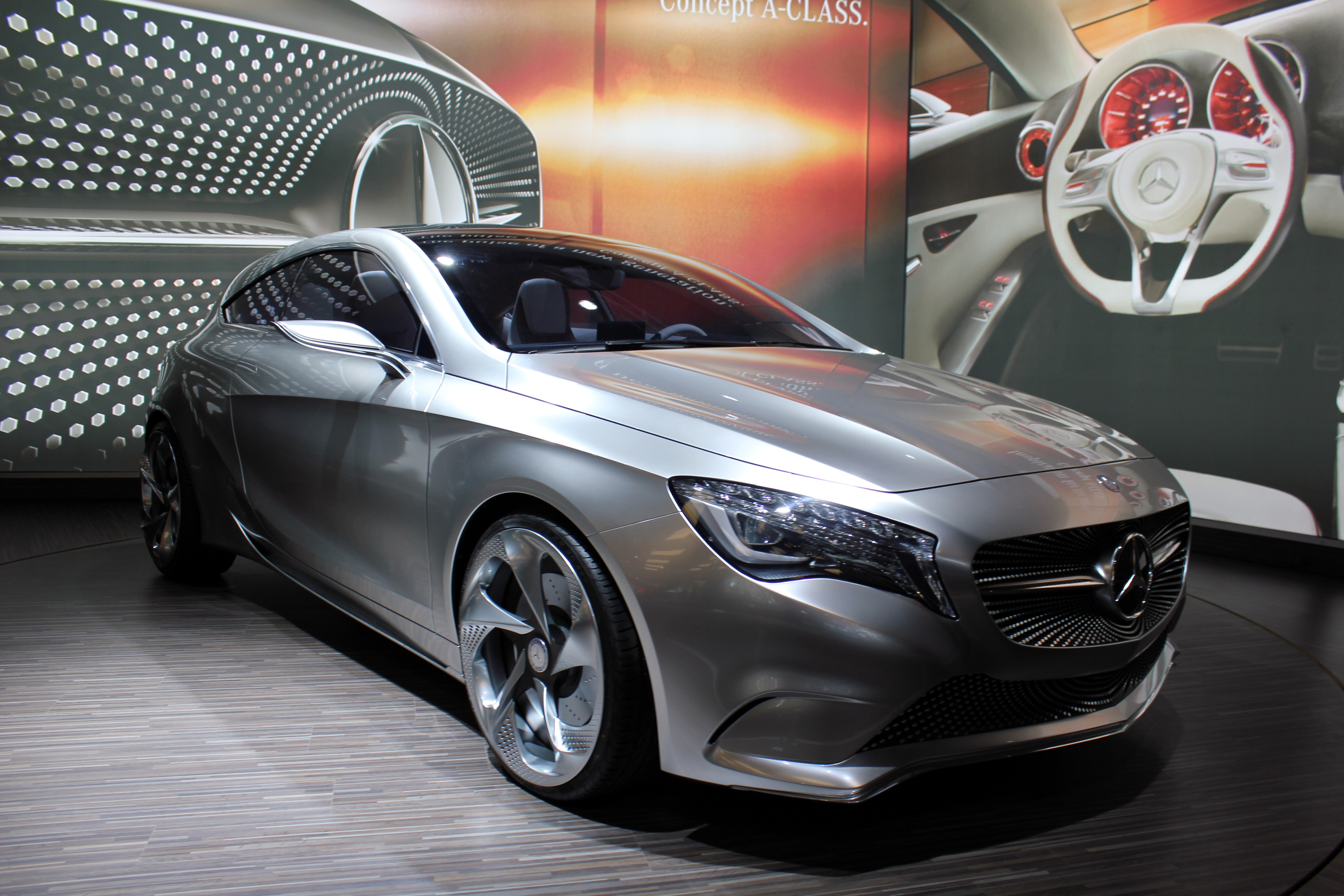

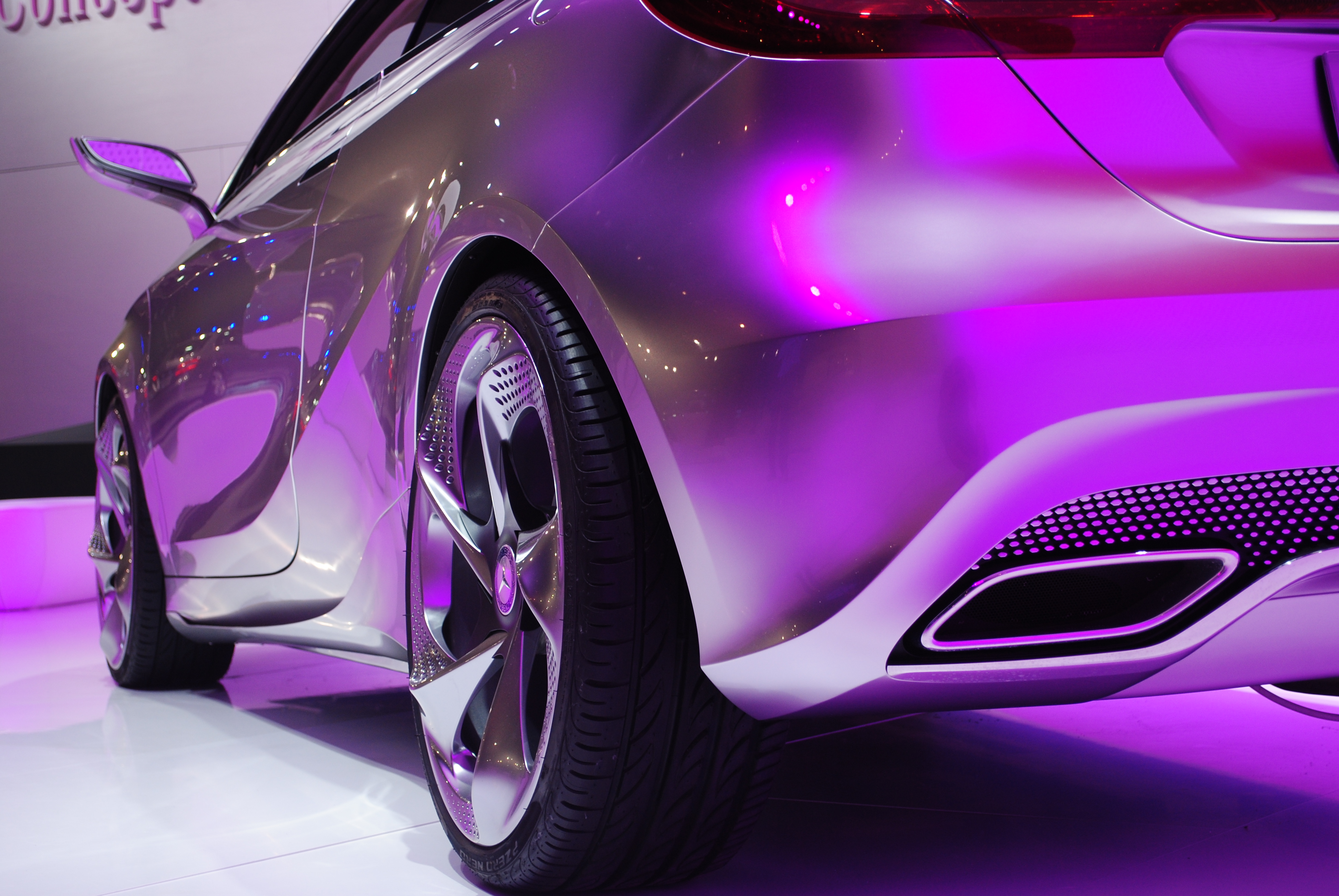